# Лінкольншир (Кентуккі)
Лінкольншир (англ. Lincolnshire) — місто (англ. city) в США, в окрузі Джефферсон штату Кентуккі. Населення — 137 осіб (2020).

## Географія
Лінкольншир розташований за координатами 38°13′26″ пн. ш. 85°37′18″ зх. д. / 38.22389° пн. ш. 85.62167° зх. д. (38.223784, -85.621560).  За даними Бюро перепису населення США в 2010 році місто мало площу 0,12 км², уся площа — суходіл.

## Демографія
Згідно з переписом 2010 року, у місті мешкало 148 осіб у 62 домогосподарствах у складі 47 родин. Густота населення становила 1200 осіб/км².  Було 63 помешкання (511/км²).
Расовий склад населення:
| - 95,3 % — білих - 0,7 % — азіатів - 2,7 % — осіб інших рас |

До двох чи більше рас належало 1,4 %. Частка іспаномовних становила 2,7 % від усіх жителів.
За віковим діапазоном населення розподілялося таким чином: 17,6 % — особи молодші 18 років, 60,1 % — особи у віці 18—64 років, 22,3 % — особи у віці 65 років та старші. Медіана віку мешканця становила 47,3 року. На 100 осіб жіночої статі у місті припадало 105,6 чоловіків;  на 100 жінок у віці від 18 років та старших — 114,0 чоловіків також старших 18 років.
Середній дохід на одне домашнє господарство  становив 76 002 долари США (медіана — 70 000), а середній дохід на одну сім'ю — 79 760 доларів (медіана — 70 417). За межею бідності перебувало 17,0 % осіб, у тому числі 32,4 % дітей у віці до 18 років та 2,6 % осіб у віці 65 років та старших.
Цивільне працевлаштоване населення становило 68 осіб. Основні галузі зайнятості: освіта, охорона здоров'я та соціальна допомога — 23,5 %, транспорт — 20,6 %, фінанси, страхування та нерухомість — 16,2 %, науковці, спеціалісти, менеджери — 11,8 %.